# 奈良県道199号慈恩寺三輪線
奈良県道199号慈恩寺三輪線（ならけんどう199ごう じおんじみわせん）は、奈良県桜井市を通る一般県道である。

## 概要
桜井市大字慈恩寺から

### 路線データ
- 起点：桜井市大字慈恩寺（慈恩寺北交差点、国道165号交点）
- 終点：桜井市大字三輪（奈良県道153号三輪停車場線交点）

## 地理

### 通過する自治体
- 奈良県
  - 桜井市

### 交差する道路
| 交差する道路              | 交差する場所 | 交差する場所          |
| ------------------------- | ------------ | --------------------- |
| 国道165号                 | 大字慈恩寺   | 慈恩寺北交差点 / 起点 |
| 中和幹線                  | 大字慈恩寺   | [ 注釈 1 ]            |
| 奈良県道153号三輪停車場線 | 大字三輪     | 終点                  |

### 交差する鉄道
- 桜井線

### 沿線
- 近鉄大阪線 大和朝倉駅
- 三輪郵便局
- JR西日本桜井線 三輪駅